# Crotaphopeltis barotseensis
Crotaphopeltis barotseensis is een slang uit de familie toornslangachtigen (Colubridae) en de onderfamilie Colubrinae.

## Naam en indeling
De wetenschappelijke naam van de soort werd voor het eerst voorgesteld door Donald G. Broadley in 1968. De soortaanduiding barotseensis betekent vrij vertaald 'levend in Barotseland'.

## Verspreiding en habitat
Crotaphopeltis barotseensis komt voor in delen van Afrika en leeft in de landen Zambia, Botswana en Angola. Het holotype werd verzameld in Kalabo in toenmalig Barotseland in Zambia (nu een district van de Westprovincie). De slang leeft in het drasland van de Zambezi, dat bekendstaat als de Zambezi Floodplain, en de moerassen van de Okavangodelta in noordelijk Botswana.